# Thanx a Million
『Thanx a million』（サンクス・ア・ミリオン）はポリドールから1996年12月21日に発売された田村直美1枚目のベスト・アルバムである。

## 概要
田村直美の初のベスト・アルバムで田村名義の曲は、石川寛門と共同作曲した楽曲だけに統一されている。
1997年12月17日に差し替え盤が発売されており、「Feel me, See me, Hold me」がカットされ、「WILD SENSATION」が収録されている。曲順も変更されており、15曲目が「WILD SENSATION」、16曲目が「ゆずれない願い（UNPLUGGED Version）」となっている。

## 収録曲
※下記の曲目は1996年リリース盤。
全曲作詞：田村直美、作曲：田村直美・石川寛門（特記除く）
1. 自由の橋
  - 編曲：Joey Carbone・鷹羽仁
  - 1作目のシングル。
  - TBS系『たけし・所のドラキュラが狙ってる』エンディングテーマ。
2. あきらめられない夢に
  - 編曲：Joey Carbone・井上龍仁・鷹羽仁
  - 2作目のシングル。
  - テレビ朝日系『お姉さんの朝帰り II』オープニングテーマ。
3. 永遠の一秒
  - 編曲：井上龍仁・鷹羽仁
  - 3作目のシングル。
  - 三貴商事『銀座ジュエリー・マキ・カメリアダイヤモンド』コマーシャル・ソング。
4. ゆずれない願い
  - 編曲：井上龍仁・鷹羽仁
  - 4作目のシングル。
  - テレビアニメ『魔法騎士レイアース』のオープニングテーマ（1）。
5. STAIRWAY（Complete Version）
  - 編曲：井上龍仁・鷹羽仁
  - 5作目シングルのアルバムバージョン（2作目のアルバム『N'』収録）。
6. 千の祈り
  - 編曲：Joey Carbone・井上龍仁・鷹羽仁
  - 5作目シングルのB面曲。
7. 地上に舞い降りた天使達
  - 編曲：井上龍仁・鷹羽仁
  - 6作目のシングル。
  - テレビ朝日系『さんまのナンでもダービー』エンディングテーマ。
8. Us 〜空と大地の間で〜（QUICK SILVER MIX）
  - 編曲：井上龍仁・須貝幸生・鷹羽仁
  - 7作目のシングルのニューアレンジバージョン。新録。
9. Touch me（D.D.STAN MIX）
  - 編曲：井上龍仁・須貝幸生・鷹羽仁
  - 8作目シングルのアルバムバージョン（3作目アルバム『MONSTER OF POP』収録）
10. 光と影を抱きしめたまま
  - 編曲：井上龍仁・鷹羽仁
  - 9作目のシングル。
  - テレビアニメ『魔法騎士レイアース』のオープニングテーマ（3）。
11. BLOOD, SWEAT & GUTS
  - 編曲：井上龍仁・鷹羽仁
  - 10作目のシングル。
  - 「代々木ゼミナール」コマーシャルソング。
12. Careしてあげて（Album Version）
  - 編曲：井上龍仁・鷹羽仁
  - 11作目のシングルのニューアレンジバージョン。新録。
13. Celebration 〜しあわせいつも降り続きますように〜
  - 編曲：井上龍仁・鷹羽仁
  - 11作目シングルのB面曲。アルバム初収録。
14. Thanks a million
  - 編曲：井上龍仁・鷹羽仁
  - 12作目のシングル。
  - アルバム初収録。TBS系『チューボーですよ!』エンディングテーマ。
15. ゆずれない願い（UNPLUGGED Version）
  - 編曲：坂井紀雄
  - 4作目のシングルのニューアレンジバージョン。
  - TVアニメ『魔法騎士レイアース』挿入歌。アニメのサウンドトラック『魔法騎士レイアース オリジナル・サウンドトラック3 ゆずれない願い』収録曲。田村のアルバムには初収録。
16. Feel me, See me, Hold me（GeNTLe BReeZe[注 1]名義）
  - 作詞：伊邑早　作曲：慈恩礼音　編曲：矢代恒彦
  - GeNTLe BReeZe名義で1996年5月13日リリース・シングル。田村のアルバムには初めて収録された。

## レコーディング参加
- 神長弘一 - ギター
- 北島健二（FENCE OF DEFENSE） - ギター
- 鈴川真樹（ROMANTIC MODE） - ギター
- 吉川忠英 - ギター
- 坂井紀雄 - ベース
- 関雅夫 - ベース
- トニー・フランクリン - ベース
- 美久月千晴 - ベース
- 江口信夫 - ドラム
- 河村智康 - ドラム
- 渡嘉敷祐一 - ドラム
- Joey Carbone - オルガン
- 数原晋 - トランペット
- 鈴木正則 - トランペット
- 根本要（スターダスト・レビュー） - ゲストボーカル、ギター